# 田村町徳定
田村町徳定（たむらまち とくさだ）は、福島県郡山市の大字である。郵便番号は963-1165。

## 地理
郡山市南東部の田村地区に属する。北で安積町日出山、東で田村町金屋、南で田村町御代田、西で安積町笹川、笹川とそれぞれ隣接する。概ね町村制施行以前の田村郡徳定村の流れを汲む地域である。一級水系阿武隈川右岸部の平地を主な範囲とする。中央部に日本大学工学部と日本大学東北高等学校の学校施設が位置し、その南北に住宅地が広がる。特に南部は東西に都市計画道路笹川大善寺線として計画された市道小川笹川一丁目線が横断し、その沿線で新たに造成も行われている。田村町大善寺に所在する郡山警察署田村駐在所及び田村町岩作に所在する郡山消防署田村分署がそれぞれ管轄にあたる。

### 主な字
字
- 蚕沢
- 代畑
- 代田
- 久保田
- 八斗蒔田

- 水口畑
- 高畑
- 塚ノ越
- 霞内
- 中河原

- 下河原
- 内段
- 才竹
- 荢干場
- 北堀込

- 下北田
- 上北田
- 古屋敷
- 深田
- 西ノ内

### 河川
一級水系阿武隈川水系
- 阿武隈川
  - 古川第四池（阿武隈川旧河道の一部）

## 歴史
- 1879年1月27日 - 守山藩領徳定村が福島県内における郡区町村制の施行により田村郡の村となる。
- 1889年4月1日 - 町村制の施行により徳定村が金沢村、岩作村、守山村、山中村、御代田村、正直村、大善寺村、細田村、大供村と合併し田村郡守山村が発足する。旧徳定村域は守山村の大字となる。
- 1908年3月13日 - 守山村が町制施行し守山町となり、守山町の大字となる。
- 1955年1月1日 - 守山町が谷田川村と高瀬村の一部と合併し田村町が発足し、田村町の大字となる。
- 1965年5月1日 - 田村町が郡山市、安積郡富久山町、日和田町、熱海町、安積町、喜久田村、逢瀬村、片平村、三穂田村、湖南村と合併し新たな郡山市が設立され、郡山市の大字となる。

## 世帯数と人口
2024年1月1日現在の世帯数と人口は以下の通りである。
| 大字       | 世帯数   | 人口   |
| ---------- | -------- | ------ |
| 田村町徳定 | 1388世帯 | 2172人 |

## 小・中学校の学区
市立小・中学校に通う場合、学区は以下の通りとなる。
| 番地           | 小学校               | 中学校               |
| -------------- | -------------------- | -------------------- |
| 下河原         | 郡山市立永盛小学校   | 郡山市立小原田中学校 |
| 上記を除く全域 | 郡山市立御代田小学校 | 郡山市立守山中学校   |

## 交通

### 鉄道
- JR東北新幹線

### 道路
- 郡山市道1-61号小川笹川一丁目線（都市計画道路笹川大善寺線）
  - 笹川大橋
- 郡山市道1-62号守山金屋線（日大通り）
- 郡山市道2-213号徳定笹川二丁目線
  - 永徳橋

## 施設
- 日本大学工学部
  - 日本大学東北高等学校
- 下河原集会所
- 日本通運郡山支店 徳定倉庫
- セブンイレブン 郡山田村店・郡山日大前店・郡山日大南店
- 成願寺
- 谷地神社